# Бабінчук Ігор Васильович
Ігор Васильович Бабінчук (1992—2023) — сержант Збройних сил України, учасник російсько-української війни.

## Життєпис
Народився 13 квітня 1992 року в селі Вістова Івано-Франківської області. З 2004 року проживав у селі Володимирці, там закінчив школу. Потім навчався у Коломийському коледжі де здобув спеціальність слюсаря автотранспорту. Пройшов строкову військову службу, після служби працював на заводі в місті Стрий. 
Коли почалася повномасштабна війна був на заробітках закордоном. Не роздумуючи Ігор повернувся в Україну і долучився до лав української армії. 
Загинув 12 серпня 2023 року в селі Роботине Запорізької області.

## Нагороди та вшанування
- Орден «За мужність» III ступеня (8 квітня 2024, посмертно) — за особисту мужність, виявлену у захисті державного суверенітету та територіальної цілісності України, самовіддане виконання військового обов'язку[1].
- 2 жовтня 2023 року на фасаді Володимирівського КЗЗСО І-ІІ ст. урочисто відкрили меморіальну дошку пам'яті полеглого захисника Ігоря Бабінчука[2].